# جيمس لونا
جيمس لونا (بالإنجليزية: James Luna)‏ هو مصور أمريكي، ولد في 1950 في أورانج في الولايات المتحدة، وتوفي في 4 مارس 2018 في نيو أورلينز في الولايات المتحدة.